# Dorfkirche Damsdorf

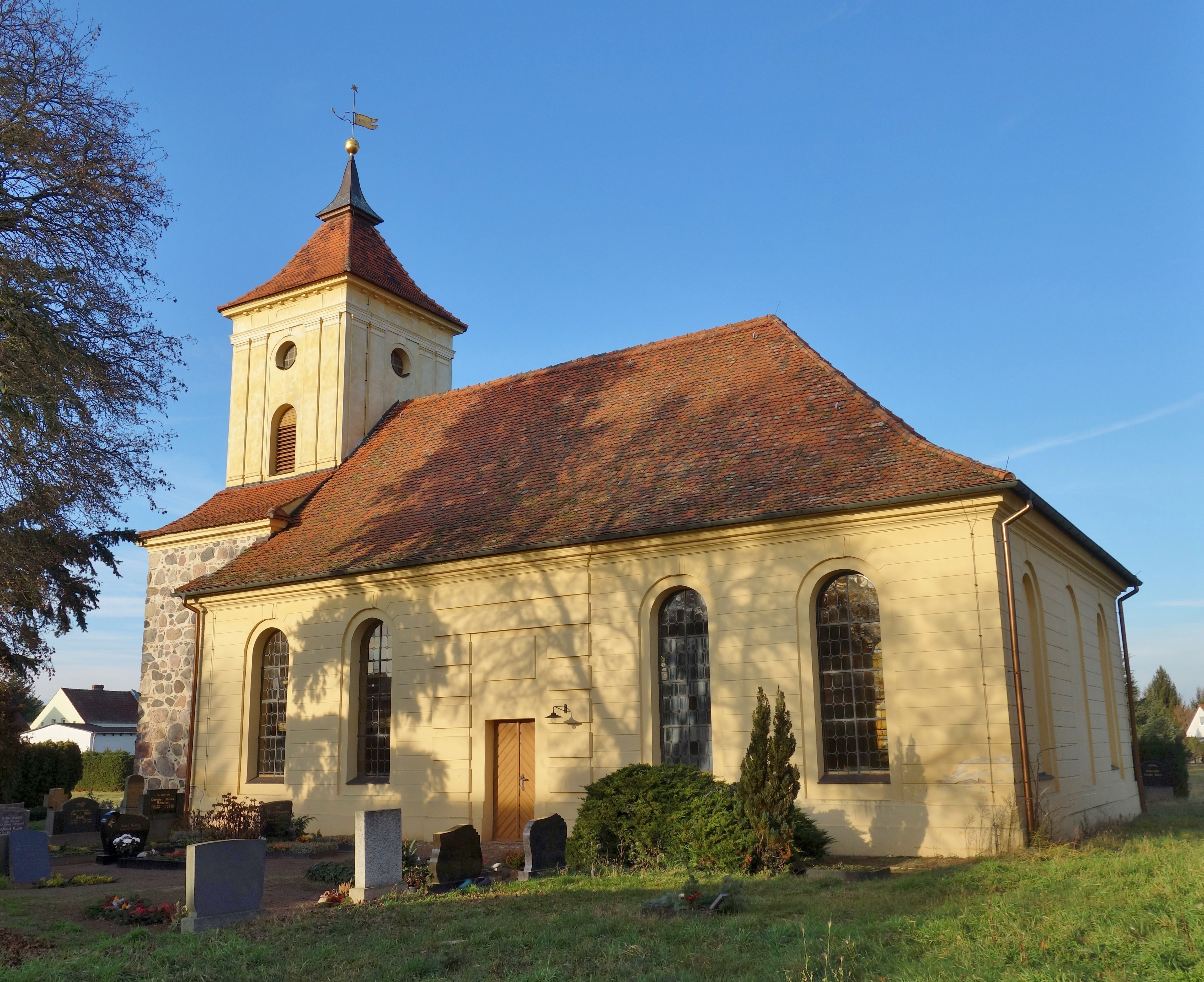
Südostansicht

Die Dorfkirche Damsdorf ist ein Kirchengebäude im Ortsteil Damsdorf der Gemeinde Kloster Lehnin  im Landkreis Potsdam-Mittelmark  des deutschen Bundeslandes Brandenburg. Die Kirchengemeinde gehört zum Pfarrbereich Plötzin im Kirchenkreis Mittelmark-Brandenburg der Evangelischen Kirche Berlin-Brandenburg-schlesische Oberlausitz.

## Architektur
Das Gebäude ist ein barocker Saalbau aus den Jahren 1776/1777. Sie  wurde anstelle eines abgebrannten Baus aus dem 14. Jahrhundert errichtet. Die Kirche hat ein nach Osten abgewalmtes Satteldach. Der Westquerturm ist eingezogen und besteht aus dem mittelalterlichen Feldsteinmauerwerk der Vorgängerkirche und einem barocken quadratischer Turmaufsatz mit Pilastergliederung, rundbogigen Schallöffnungen und darüber liegenden Rundfenstern. Die Turmhaube ist ein Zeltdach mit Wetterfahne aus der Bauzeit. Sowohl das Kirchenschiff als auch der gesamte Turm waren verputzt. Bei der Renovierung nach einem Blitzschlag wurde das Feldsteinmauerwerk des Turms freigelegt. Das Gebäude hatte ursprünglich an beiden Längsseiten einen Eingang. Der nördliche wurde vermauert. 

## Ausstattung
Im Jahr 1957 fand unter Leitung von Winfried Wendland eine komplette Erneuerung des Innenraumes statt. Dabei wurde der als nicht »künstlerisch wertvoll« eingestufte Kanzelaltar entfernt und durch eine Kanzel und einen Altar aus roten Ziegeln ersetzt. Von der barocken Ausstattung blieb nur die Hufeisenempore erhalten. Bei der Sanierung zwischen 1999 und 2004 erhielt der Innenraum eine Neuausstattung durch Wieland Förster (Altartisch, Taufbecken, Kanzel und Kruzifix) sowie ein Deckenfresko und Altar-Triptychon von Peter Schubert.
Die Orgel stammt von 1860 aus der Werkstatt von Orgelbauer Gottfried Wilhelm Baer aus Niemegk. Sie hat neun Register.
Die Kirche verfügt über eine Glocke von 1326.